# Territoire sous tutelle de la Somalie
1 avril 1950 – 1 juillet 1960
Entités précédentes :
- Administration militaire britannique

Entités suivantes :
- Somalie

Le territoire sous tutelle de la Somalie, officiellement territoire sous tutelle de la Somalie sous administration italienne est un territoire sous tutelle de l'Organisation des Nations unies, administrée par l'Italie. Sa capitale est Mogadiscio.
Créée en 1950 à la suite de la dissolution de l'administration militaire britannique, elle disparaît lors de l'indépendance de la Somalie le 1er juillet 1960.